# Боулдер (Колорадо)
Боулдер (англ. Boulder) — місто (англ. city) в США, в окрузі Боулдер штату Колорадо. Населення — 108 250 осіб (2020). Місце розташування Університету Колорадо у Боулдері.

## Географія
Боулдер розташований за координатами 40°1′39″ пн. ш. 105°15′6″ зх. д. / 40.02750° пн. ш. 105.25167° зх. д. (40.027443, -105.251740).  За даними Бюро перепису населення США в 2010 році місто мало площу 66,52 км², з яких 63,88 км² — суходіл та 2,64 км² — водойми. В 2017 році площа становила 70,74 км², з яких 68,05 км² — суходіл та 2,69 км² — водойми.

### Клімат
| Клімат : Боулдер                      | Клімат : Боулдер | Клімат : Боулдер | Клімат : Боулдер | Клімат : Боулдер | Клімат : Боулдер | Клімат : Боулдер | Клімат : Боулдер | Клімат : Боулдер | Клімат : Боулдер | Клімат : Боулдер | Клімат : Боулдер | Клімат : Боулдер | Клімат : Боулдер |
| Показник                              | Січ.             | Лют.             | Бер.             | Квіт.            | Трав.            | Черв.            | Лип.             | Серп.            | Вер.             | Жовт.            | Лист.            | Груд.            | Рік              |
| Абсолютний максимум, °C               | 23,3             | 26,1             | 32,2             | 31,1             | 35,0             | 40,0             | 40,0             | 38,9             | 37,8             | 33,3             | 26,1             | 24,4             | 40,0             |
| Середній максимум, °C                 | 8,3              | 9,1              | 13,3             | 17,4             | 22,3             | 27,6             | 30,9             | 29,6             | 25,4             | 18,8             | 12,1             | 7,4              | 18,5             |
| Середній мінімум, °C                  | −5,4             | −4,9             | −1,6             | 2,0              | 6,4              | 10,7             | 14,1             | 13,4             | 8,9              | 3,2              | −1,9             | −5,9             | 3,2              |
| Абсолютний мінімум, °C                | −36,1            | −33,3            | −25              | −19,4            | −8,3             | −6,7             | 4,4              | 4,4              | −9,4             | −18,9            | −24,4            | −31,1            | −36,1            |
| Норма опадів, мм                      | 18               | 21               | 54               | 69               | 71               | 56               | 45               | 49               | 41               | 40               | 34               | 23               | 521              |
| Днів з опадами                        | 5,3              | 6,4              | 8,4              | 10,0             | 12,1             | 10,4             | 10,4             | 10,8             | 8,3              | 7,2              | 5,9              | 5,7              | 101,0            |
| Днів зі снігом                        | 5,2              | 6,3              | 6,4              | 4,2              | 0,6              | 0                | 0                | 0                | 0,5              | 1,8              | 4,8              | 5,4              | 35,2             |
| ------------------------------------- | ---------------- | ---------------- | ---------------- | ---------------- | ---------------- | ---------------- | ---------------- | ---------------- | ---------------- | ---------------- | ---------------- | ---------------- | ---------------- |
| Джерело: NOAA (extremes 1893–present) |                  |                  |                  |                  |                  |                  |                  |                  |                  |                  |                  |                  |                  |

## Демографія

### Перепис 2010
Згідно з переписом 2010 року, у місті мешкало 97 385 осіб у 41 302 домогосподарствах у складі 16 694 родин. Густота населення становила 1464 особи/км².  Було 43479 помешкань (654/км²).
Расовий склад населення:
| - 88,0 % — білих - 4,7 % — азіатів - 0,9 % — чорних або афроамериканців - 0,4 % — корінних американців - 0,1 % — вихідців з тихоокеанських островів - 3,2 % — осіб інших рас |

До двох чи більше рас належало 2,6 %. Частка іспаномовних становила 8,7 % від усіх жителів.
За віковим діапазоном населення розподілялося таким чином: 13,9 % — особи молодші 18 років, 77,2 % — особи у віці 18—64 років, 8,9 % — особи у віці 65 років та старші. Медіана віку мешканця становила 28,7 року. На 100 осіб жіночої статі у місті припадало 105,5 чоловіків;  на 100 жінок у віці від 18 років та старших — 106,2 чоловіків також старших 18 років.
Середній дохід на одне домашнє господарство  становив 89 846 доларів США (медіана — 58 484), а середній дохід на одну сім'ю — 136 385 доларів (медіана — 105 034). Медіана доходів становила 62 917 доларів для чоловіків та 48 754 долари для жінок. За межею бідності перебувало 23,1 % осіб, у тому числі 9,7 % дітей у віці до 18 років та 5,8 % осіб у віці 65 років та старших.
Цивільне працевлаштоване населення становило 57 393 особи. Основні галузі зайнятості: освіта, охорона здоров'я та соціальна допомога — 27,0 %, науковці, спеціалісти, менеджери — 20,2 %, мистецтво, розваги та відпочинок — 14,3 %, роздрібна торгівля — 10,1 %.

### Перепис 2000
За даними перепису 2000 року
на території муніципалітету мешкало 94 171 людей, було 39 596 садиб та сімей.
Густота населення становила 1.499,9 осіб/км². З 39 596 садиб у 20% проживали діти до 18 років, подружніх пар, що мешкали разом, було 33,3%,
садиб, у яких господиня не мала чоловіка — 6,5%, садиб без сім'ї — 57,6%.
Власники 6,2% садиб мали вік, що перевищував 65 років, а в 33,7% садиб принаймні одна людина була старшою за 65 років. Кількість людей у середньому на садибу становила 2,2, а в середньому на родину 2,84.
Медіанний вік населення становив 29 років. На кожних 100 жінок віком понад 18 років припадало 107,4 чоловіків.